# Council Bluffs
Council Bluffs ist eine Stadt (mit dem Status „City“) und Verwaltungssitz des Pottawattamie County im US-amerikanischen Bundesstaat Iowa. Das U.S. Census Bureau hat bei der Volkszählung 2020 eine Einwohnerzahl von 62.799 ermittelt.
Mit der Nachbarstadt Omaha bildet Council Bluffs eine Metropolregion, die im Jahr 2015 eine Einwohnerzahl von 915.184 hatte. Council Bluffs ist einige Jahrzehnte älter als die heute größere Nachbarstadt, die nach dem Kansas-Nebraska Act 1854 von einem Geschäftsmann aus Council Bluffs gegründet wurde.

## Geografie und Verkehr

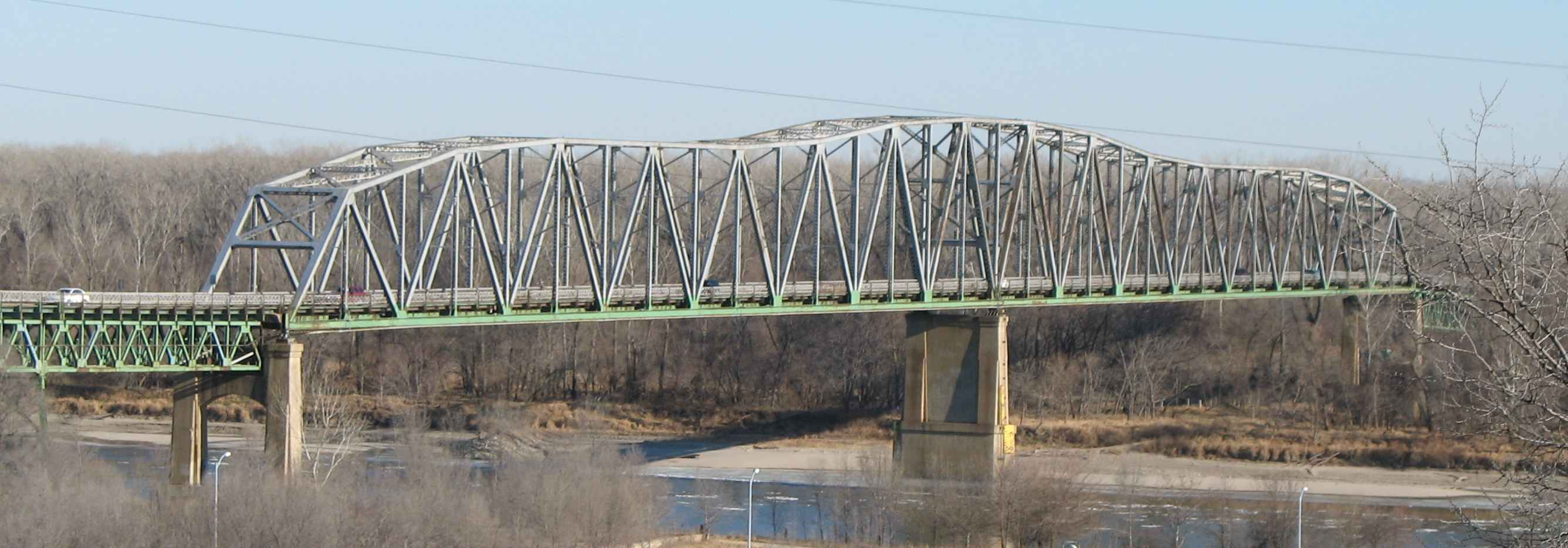
Die South Omaha Veterans Memorial Bridge verbindet Omaha in Nebraska mit Council Bluffs in Iowa

Council Bluffs liegt östlich der Great Plains am östlichen Ufer des Missouri gegenüber von Omaha in Nebraska. In der Umgebung der Stadt treffen die Prärielandschaften der Loess Hills und das feuchte Waldland entlang des Missouri zusammen.
Die geografischen Koordinaten von Council Bluffs sind 41°15'13" nördlicher Breite und 95°51'45" westlicher Länge. Das Stadtgebiet erstreckt sich über eine Fläche von 102,7 km², die sich auf 96,8 km² Land- und 5,9 km² Wasserfläche verteilen. Das Stadtgebiet von Council Bluffs erstreckt sich über die Lewis, die Kane und die Garner Township.
In Council Bluffs treffen der Missouri River als eine der wichtigsten Wasserverkehrsadern mit der von Nord nach Süd verlaufenden Interstate 29 und der von West nach Ost führenden Interstate 80, den U.S. Highways 6 und 275 sowie dem Iowa Highway 92 zusammen.
Iowas Hauptstadt Des Moines liegt 207 km östlich von Council Bluffs, Sioux City 152 km nördlich, Lincoln, die Hauptstadt von Nebraska, ist über Omaha 97 km entfernt. Kansas City liegt 291 km im Süden.

## Geschichte
Der Name der Stadt erinnert an ein Treffen der Lewis-und-Clark-Expedition mit Vertretern des Indianerstammes der Oto, das 1804 stattfand.
Die heutige Stadt Council Bluffs wurde 1838 von einer Gruppe des Stammes der Potawatomi unter dem Häuptling Sauganash dauerhaft besiedelt, nachdem diese aus dem Gebiet um das heutige Chicago vertrieben worden waren. Sauganash, der Sohn einer indianischen Mutter und eines irischen Vaters, hieß mit englischem Namen Billy Caldwell, weshalb die Siedlung ursprünglich Caldwell’s Camp genannt wurde. 1838 bis 1839 errichteten die Dragoner der U.S. Army ein Fort. Der katholische Missionar Pierre-Jean De Smet errichtete eine Missionsstation, um die Potawatomi zu missionieren. De Smet unterstützte die Bemühungen von Joseph Nicolas Nicollet, das Gebiet des oberen Mittelwesten zu kartographieren und erstellte eine Karte des Missourigebietes oberhalb des Platte River bis zum Big Sioux River, die eine detaillierte Übersicht über das Gebiet der heutigen Stadt Council Bluffs enthielt.

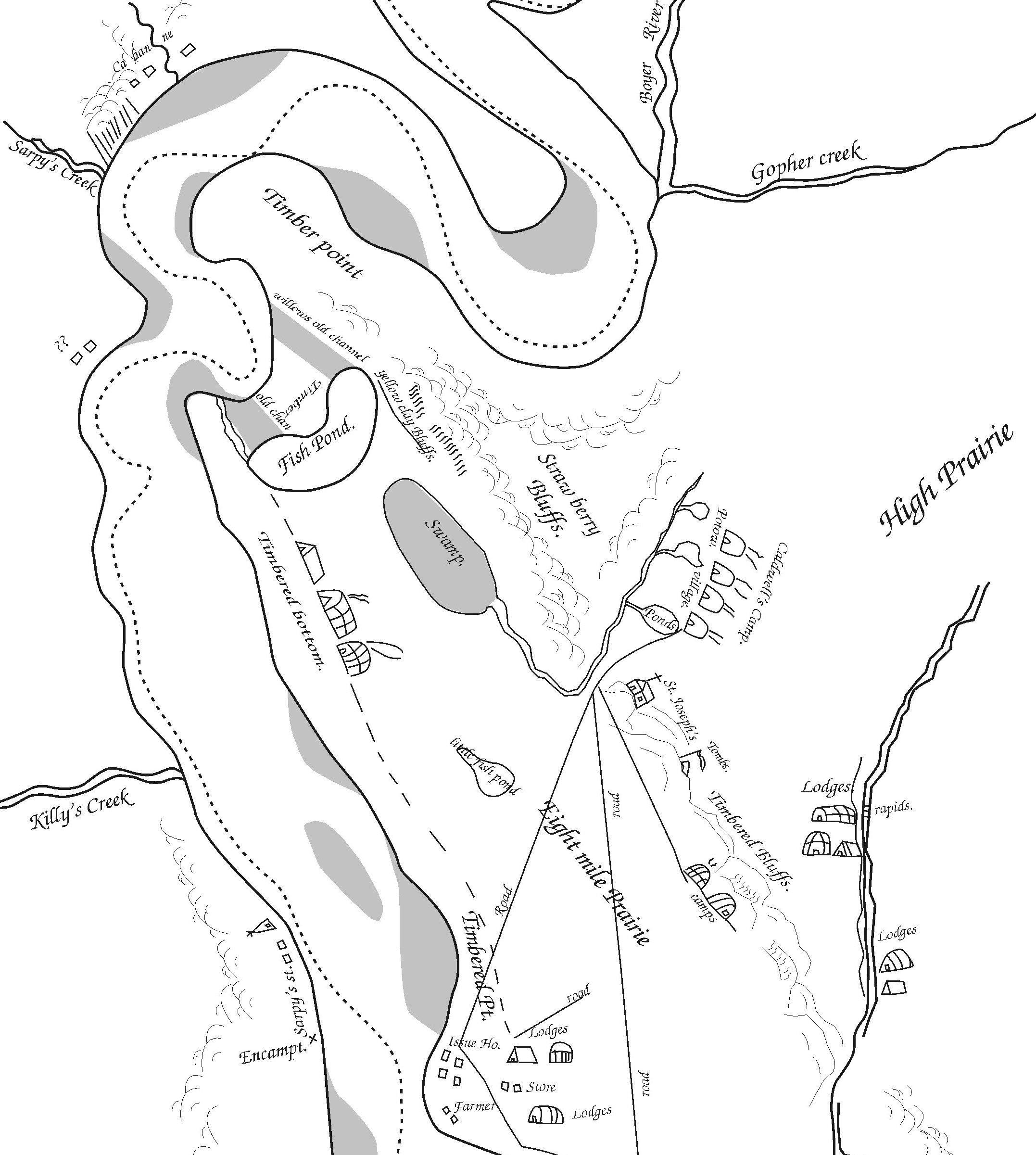
Pierre-Jean De Smets Karte des Gebietes um das heutige Council Bluffs aus dem Jahre 1839. Das Gebiet wurde als „Caldwell’s Camp“ bezeichnet.

Als zunehmend Indianer anderer Stämme in das Gebiet kamen, verschärften sich Konflikte unter den verschiedenen Stämmen, der durch den illegalen Whiskyhandel noch angeheizt wurde. 1842 wurde Fort Croghan errichtet, um die zunehmenden Konflikte zu beherrschen. 1844 kamen Siedler der Stephens-Townsend-Murphy Party in die Gegend. 1848 benannten ihre Stadt nach dem Armeeoffizier Thomas L. Kane Kanesville. das neben Caldwell’s Camp lag, wurde zum wichtigsten Ausgangspunkt für den Exodus der Mormonen nach Utah. Das Mormonen-Bataillon, die einzige religiöse Armeeeinheit der USA, starteten ihren Marsch nach Kalifornien während des Mexikanisch-Amerikanischen Krieges in Kanesville. Die Polygamie der Mormonen wurde in Kanesville erstmals offen praktiziert, Orson Hyde aus dem Kollegium der Zwölf Apostel brachte seine Zeitung The Frontier Guardian heraus und Brigham Young wurde der zweite Führer der Kirche Jesu Christi der Heiligen der Letzten Tage.
Die Stadt veränderte sich durch den Goldrausch von Kalifornien von 1848 und des Auszuges der meisten Mormonen nach Utah. Die Stadt wurde 1853 erneut in Council Bluffs umbenannt und zu einem der wichtigsten Ausgangsorte von Auswanderern nach Westen. Auch der Goldrausch von Colorado von 1858 trug zu einem lebhaften Handel zwischen den Dampfschiffen auf dem Missouri und den Trecks nach dem Westen bei.
Durch die Anbindung an die Chicago and North Western Railway im Jahr 1867, die Fertigstellung der ersten transkontinentalen Eisenbahnverbindung der Union Pacific Railroad im Jahr 1869 und die Eröffnung der Union Pacific Missouri River Bridge 1872 machten Council Bluffs zu einem bedeutenden Eisenbahnknotenpunkt. Weitere Eisenbahngesellschaften wie die Chicago, Rock Island and Pacific Railroad, die Chicago Great Western Railroad, die Wabash Railroad, die Illinois Central Railroad, die Chicago, Burlington and Quincy Railroad und die Chicago, Milwaukee, St. Paul and Pacific Railroad betrieben Strecken durch Council Bluffs, sodass die Stadt in den 1930er Jahren zum fünftgrößten Eisenbahnknotenpunkt der USA wurde.
Durch die Eisenbahn wurde Council Bluffs zu einem Zentrum des Getreidehandels und eine Vielzahl von Getreidesilos bestimmen nach wie vor das Bild der Stadt. Eine Reihe von Industriebetrieben siedelte sich in den folgenden Jahren an.
1926 wurde ein zu Council Bluffs gehörendes Gebiet westlich des Missouri von der Stadt abgetrennt und die Gemeinde Carter Lake gebildet.
In den 1940er Jahren unterhielt der bekannte Kriminelle Meyer Lansky in Council Bluffs zur Geldwäsche eine Hunderennbahn.

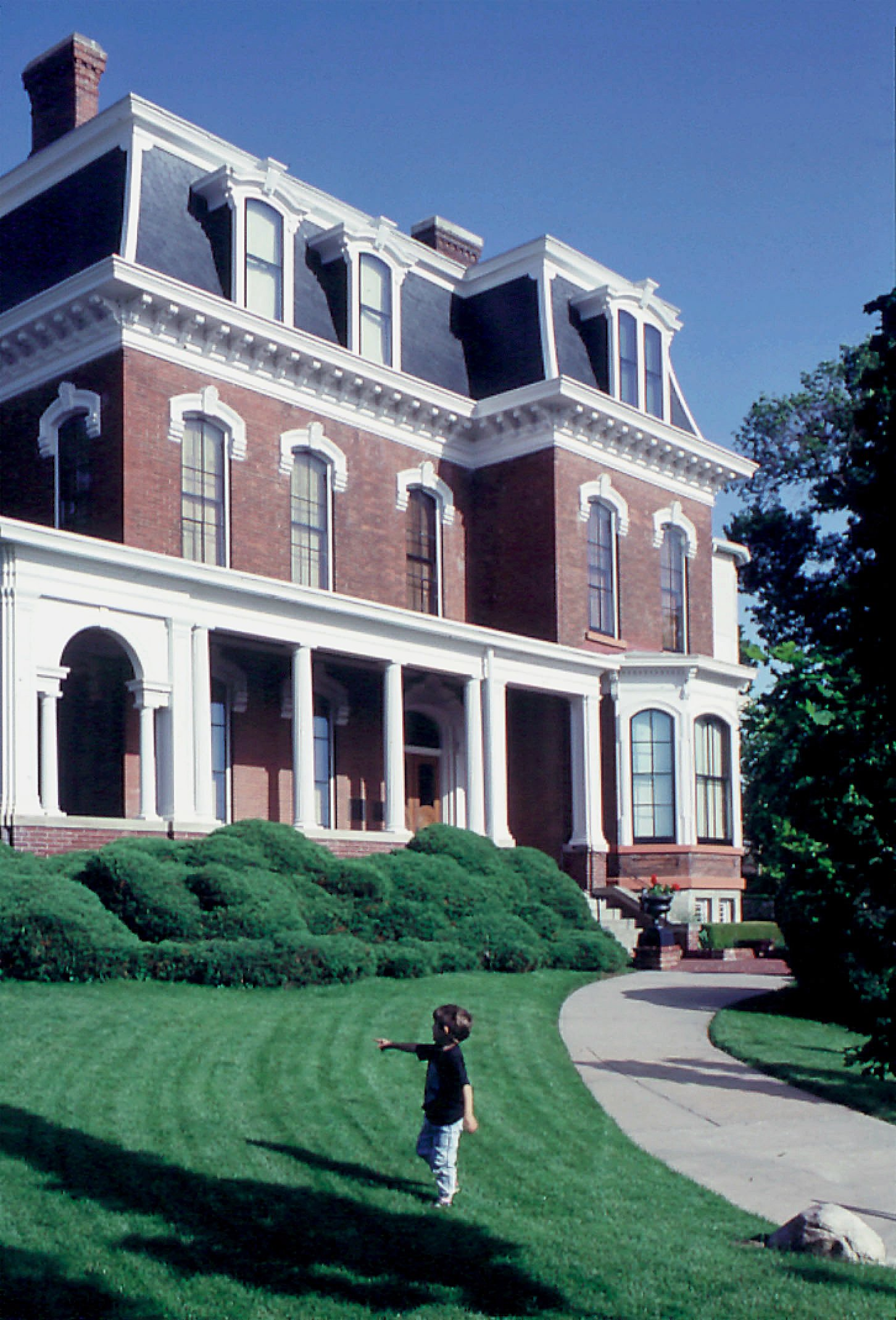
Das 1869 gebaute Haus von Grenville M. Dodge, das auf der Nationalen Liste der historischen Stätten steht

Im späten 20. Jahrhundert setzte eine wirtschaftliche Stagnation ein und die Einwohnerzahl ging zurück. Gleichzeitig wurde das Stadtzentrum erneuert. Der Liberalisierung des Glücksspiels in Iowa folgte 1986 die Eröffnung des The Bluffs Run Greyhound Park. 2005 war Council Bluffs die Nummer 19 der Glücksspielzentren in den USA.
Tyson Foods, ConAgra Foods, Grundorf, American Games, Omaha Standard, Barton Solvents, Katelman Foundry, Red Giant Oil und Griffin Pipe unterhielten Fabrikationsstätten in Council Bluffs. 2007 begann Google in der Stadt eine Serverfarm zu errichten.

## Kultur und Attraktionen

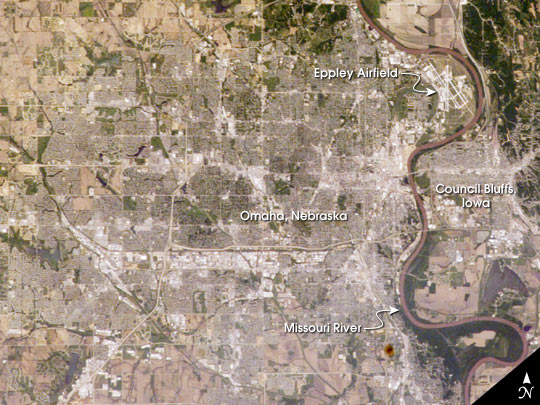
Satellitenfoto von Council Bluffs und Omaha

In Council Bluffs befindet sich das ehemalige County-Gefängnis, das von 1885 bis 1969 in Betrieb war und Squirrel Cage (Eichhörnchenkäfig) genannt wurde. Das Gebäude ist eines von drei heute noch existierenden Rotary Jails, einer wegen ihrer runden Anordnung der Zellen sogenannten Gefängnisarchitektur. Bei dieser Art von Gefängnissen musste der Aufseher, um Zugang zu einer bestimmten Zelle zu erhalten, an einer Kurbel drehen, damit sich der gesamte Zellentrakt dreht, bis die gewünschte Zelle erreicht wurde. Das Gebäude fand Aufnahme in die Nationale Liste der historischen Stätten. Obwohl der Mechanismus seit 1960 nicht mehr funktioniert hatte, blieb das Gefängnis noch weitere neun Jahre in Betrieb. Zwei weitere Gebäude dieses Typs gibt es heute noch in Crawfordsville in Indiana und Gallatin in Missouri.
Die engen Verbindungen der Stadt mit dem Eisenbahnwesen werden durch drei lokale Eisenbahnmuseen gezeigt: das Union-Pacific-Museum im früheren Bibliotheksgebäude, das Haus des Eisenbahnpioniers Grenville M. Dodge und das RailsWest Railroad Museum im alten Bahnhof der Chicago, Rock Island and Pacific Railroad.
Die Iowa West Foundation, eine gemeinnützige Stiftung der Betreiber von Spielkasinos startete im Jahr 2004 eine Initiative für die Planung von Public Art in Council Bluffs.
Ein Park im Stadtzentrum wurde 2007 neu hergerichtet. Ein neuer Springbrunnen und erste Installationen der Kunstinitiative der Iowa West Foundation wurden errichtet.
Das Black Squirrel, eine schwarz gefärbte Unterart des Grauhörnchens, ist das Maskottchen der Stadt. Schon John James La Forest Audubon berichtete 1843 über ein gehäuftes Vorkommen dieser Tiere in der Gegend um die heutige Stadt.
Council Bluffs ist die Heimat des Chanticleer Community Theater, ebenso wie die des Hamilton College, das heute ein Teil der Kaplan University ist.

## Bevölkerung
Nach der Volkszählung im Jahr 2010 lebten in Council Bluffs 62.230 Menschen in 24.793 Haushalten. Die Bevölkerungsdichte betrug 642,9 Einwohner pro Quadratkilometer. In den 24.793 Haushalten lebten statistisch je 2,43 Personen.
Ethnisch betrachtet setzte sich die Bevölkerung zusammen aus 90,9 Prozent Weißen, 1,9 Prozent Afroamerikanern, 0,6 Prozent amerikanischen Ureinwohnern, 0,7 Prozent Asiaten sowie 3,6 Prozent aus anderen ethnischen Gruppen; 2,4 Prozent stammten von zwei oder mehr Ethnien ab. Unabhängig von der ethnischen Zugehörigkeit waren 8,5 Prozent der Bevölkerung spanischer oder lateinamerikanischer Abstammung.
24,1 Prozent der Bevölkerung waren unter 18 Jahre alt, 62,4 Prozent waren zwischen 18 und 64 und 13,5 Prozent waren 65 Jahre oder älter. 51,3 Prozent der Bevölkerung waren weiblich.
Im Jahr 2016 lag das mittlere jährliche Einkommen eines Haushalts lag bei 55.322 USD. Das Pro-Kopf-Einkommen betrug 29.829 USD. 15,1 Prozent der Einwohner lebten unterhalb der Armutsgrenze.

## Söhne und Töchter der Stadt
- Don Chandler (1934–2011), American-Football-Spieler
- Lee De Forest (1873–1961), Erfinder, „Großvater des Fernsehens“
- Max Duggan (* 2001), American-Football-Spieler
- Frank F. Everest (1904–1983), General der United States Air Force
- Art Farmer (1928–1999), Jazzmusiker
- Joan Freeman (* 1942), Schauspielerin
- Ray Kellogg (1905–1976), Spezialist für visuelle Effekte, Kameramann und Filmregisseur
- Harry Langdon (1884–1944), Stummfilmstar
- John Sidney McCain junior (1911–1981), Admiral, Vater von John S. McCain III (1936–2018)
- Zoe-Ann Olsen (1931–2017), Wasserspringerin
- William Pfaff (1928–2015), Journalist
- Lula Greene Richards (1849–1944), Dichterin
- Coleen Seng (* 1936), Politikerin
- David Yost (* 1969), Schauspieler